# Neohelice granulata
El cangrejo granuloso o cangrejo del barro (Neohelice granulata) es una especie de crustáceo decápodo braquiuro integrante del género Neohelice. Habita en ambientes costeros marinos y estuariales del océano Atlántico en América del Sur.

## Distribución y hábitat
Este cangrejo habita en playas intermareales y aguas someras, marinas y estuariales del océano Atlántico Sudoccidental. Se distribuye en el sudeste y sur de Brasil desde Río de Janeiro hacia el sur, en los estados de: Río de Janeiro, São Paulo, Paraná, Santa Catarina y Río Grande del Sur, en el sudeste del  Uruguay en los departamentos de: Rocha, Maldonado, Canelones y Montevideo, y en el este de la Argentina, en las provincias de: Buenos Aires y Río Negro, llegando por el sur hasta el golfo San Matías entre esta última y Chubut.

## Características y hábitos de vida
Posee un caparazón cuadrangular, de 40 mm de ancho. Su patrón cromático es amarronado dorsalmente, y en tonos rosáceos ventralmente. Las quelas son en tonos amarillentos a rosados, siendo de mucho mayor tamaño en el caso de los machos.
Es muy abundante en costas e intermareales con sustratos limofangosos, especialmente los estuariales que poseen praderas halófitas de Spartina, de cuyas especies se alimenta. Completa su dieta con semillas de otras plantas, detritos y materia orgánica que encuentra en el lodo. 
En el barro de las marismas construye cuevas ramificadas de hasta 50 cm de longitud, dependiendo esta de la altura que presentan localmente las mareas. Prefiere pasar la mayor parte del tiempo fuera del agua, incluso asoleándose por horas sobre sustratos secos pueda encontrar. En caso de peligro, busca en veloz carrera la seguridad del agua o de alguna cueva. Es predado por otros crustáceos, peces y aves, como la gaviota cangrejera o de Olrog (Larus atlanticus).
Presenta una estrategia de exportación larval, pues estas no soportan las bajas salinidades que poseen los ambientes estuariales.
Dada su abundancia, es una especie clave en los ambientes estuariales donde habita, pero presenta nulo valor comercial directo, si bien es empleado como animal modelo para la realización de variados estudios.

## Taxonomía
Este género fue descrito originalmente en el año 2006 por los zoólogos carcinólogos K. Sakai, M. Türkay y S. L. Yang. Antes era incluido en el género Chasmagnathus De Haan, 1833.  
Dado que los materiales tipo originales no se pudieron encontrar en el USNM, y casi seguramente se han perdido y que esta es la especie tipo del género, se estabilizó su taxonomía al seleccionar un neotipo, entre uno de los ejemplares colectados en la localidad tipo un macho catalogado como USNM-173578, colectado por C. E. Bemvenuti en la laguna de los Patos, estuario de Río Grande del Sur Brasil.
Sus autores señalaron que probablemente este género esté relacionado con Austrohelice Sakai, Türkay y Yang, 2006. Neohelice es claramente diferenciable de Chasmagnathus por variadas características diagnósticas: el  caparazón es granuloso (en Chasmagnathus es liso), posee 2 hileras de  gránulos isomórficos en la cresta infra-orbital (en cambio Chasmagnathus muestra una fila de  gránulos heteromórficos) y la falta de un puente estridulatorio en la chela (Chasmagnathus sí lo posee).
La única especie que lo integra fue descrita originalmente en el año 1852 por el carcinólogo estadounidense James Dwight Dana.
Se lo incluye en la familia Varunidae, subfamilia Cyclograpsinae Milne-Edwards, 1853. 